# Zoltán Szarka
Zoltán Szarka (Csorna, 12 d'agost de 1942-18 d'abril de 2016) va ser un futbolista hongarès que jugava en la posició de porter.

## Internacional
Va jugar un partit amb la selecció de futbol d'Hongria. Ho va fer el 22 d'octubre de 1968, després de ser convocat pel seleccionador hongarès Károly Lakat pels Jocs Olímpics de Mèxic 1968, contra Japó, en una trobada que va finalitzar amb un resultat de 0-5 a favor del combinat hongarès. A més va guanyar la medalla d'or en aquest torneig.

### Participacions en Jocs Olímpics
| Jocs Olímpics               | Seu   | Resultat | Partits | Gols |
| --------------------------- | ----- | -------- | ------- | ---- |
| Jocs Olímpics de Mèxic 1968 | Mèxic | Campió   | 1       | 0    |

## Clubs
| Club                 | País    | Any         | Partits | Gols |
| -------------------- | ------- | ----------- | ------- | ---- |
| Szombathelyi Haladás | Hongria | 1961 - 1980 | 244     | 0    |

## Palmarès

### Campionats internacionals
| Títol                  | Club                         | País    | Any  |
| ---------------------- | ---------------------------- | ------- | ---- |
| Jocs Olímpics de Mèxic | Selecció de futbol d'Hongria | Hongria | 1968 |